# JR西日本207系電力動車組

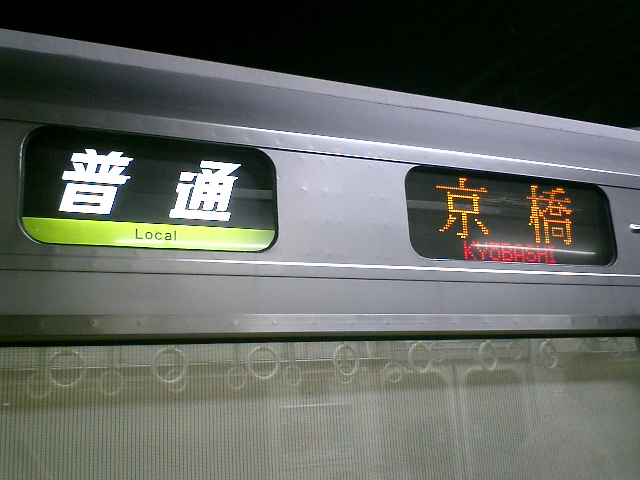
列車種別表示幕及目的地顯示器

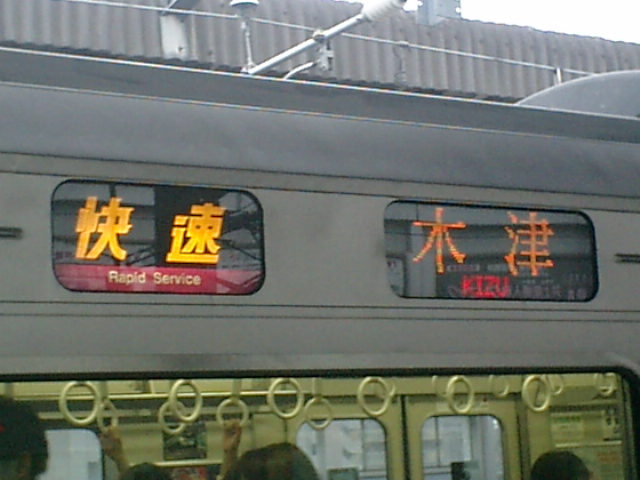
列車種別表示幕及目的地顯示器

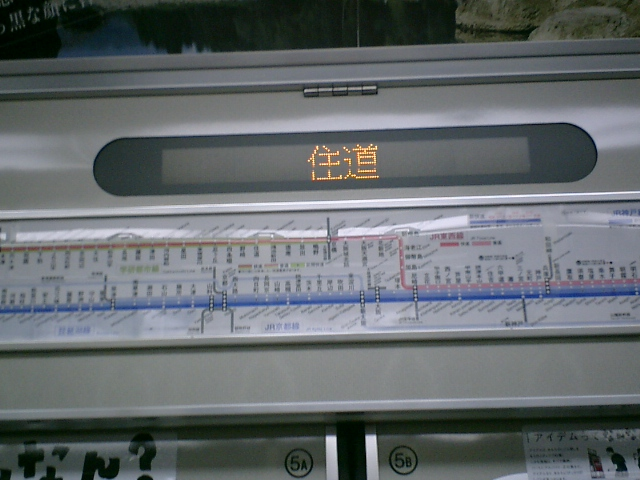
車内LED式目的地顯示器

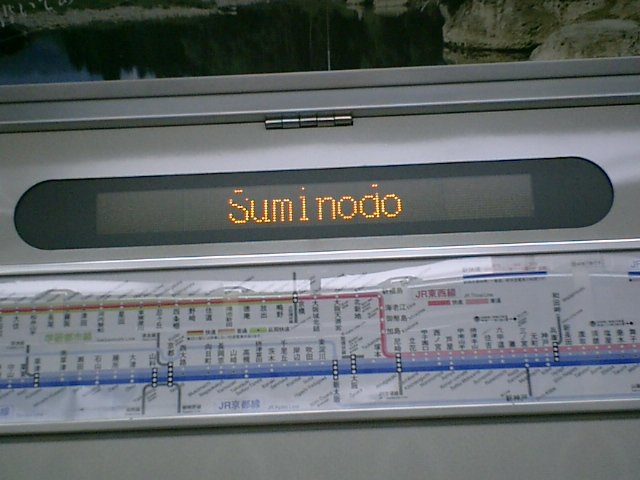
車内LED式目的地顯示器

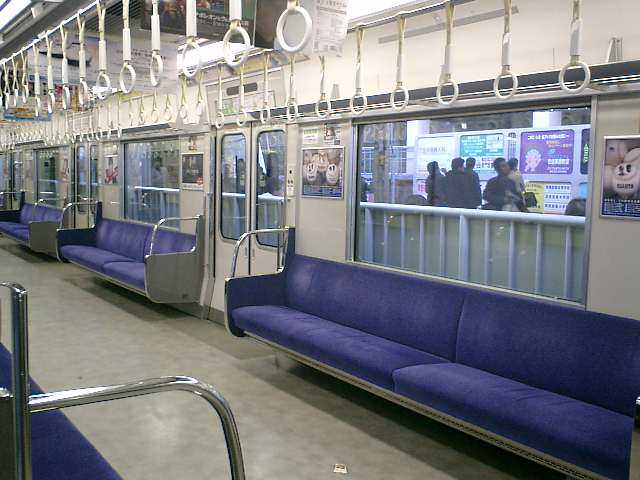
車内座席

JR西日本207系電車是一款西日本旅客鐵道（JR西日本）使用的直流電用通勤型電聯車，於1991年投入服務。
據2006年的統計，全數的207系電車均配屬網干綜合車輛所管理。
207系由川崎重工、近畿車輛、日立製作所、JR西日本後藤綜合車輛所製造。

## 車輛概要

### 概要
207系為國鐵分割民營化後JR西日本首次設計的通勤型電車，他們決定207系使用交流傳動方式，最高速度是120km/h，車體使用輕量化不銹鋼。車輛主電路控制方面，本系列車為JR西日本推出的車輛中首次採用VVVF逆變器（0番台使用斬波器控制），同時也是首款最大速度為120km/h的通勤型電車。為使電車可以全面覆蓋JR西日本的近郊直流電通勤網（Urban Network），JR東西線及湖西線，車門采用了半自動門，而且配備耐雪制動裝置。207系製造年期達10年以上，但是隨後的版本已和初次的設計有很多不同的地方。
本系電車最初設計用於連接片町線和福知山線的片福連接線（現JR東西線）。該綫路決定以地下線方式興建，因此新款電車將取代舊型通勤型主力電車103系。但作為JR西日本的首款標準型通勤電車，本系電車大量增備，並用於在直通JR東西線上的每條線上，且進行通用化操作兼替換舊型電車。自首車生產以來已經製造了484節，雖然所有車廂的車身幾乎相同，但其中的驅動器、控制系統以及其他設備的配置的差異與其製造年份有關。此外，從車廂中間額外亦安裝了防止高速行駛時彎曲的防撞車偏航阻尼器，並將其擴展到最初生產的車廂，並於2003年完成了安裝。到2004年，所有車廂都安裝了强化型排障器。
207系的生產於2003年結束。由於福知山線出軌事故的影響，發生事故的4節車廂已經拆除；2022年4月F1編成(試作編成)因時刻表改動，編組無使用之需求而廢車。截至2022年4月，現有473節車廂在籍運行中。

## 車輛配置及運用路線
2016年10月1日至今，207系電車均配置于網干綜合車輛所明石支所。截至2017年3月4日，常規運行綫路如下：
- 東海道本線、山陽本線（琵琶湖線、JR京都線、JR神戶線）：野洲站~加古川站區間

- 通常在（野洲～）京都～大阪～神戶～須磨～西明石（～加古川）區間内運行，亦執行JR神戶綫尼崎以東直通進入片町線（學研都市線）、JR東西線的班次。基本上均為普通種別班次

- 本系電車現以京都～西明石為主要營業區間、西明石～加古川區間則僅限在早上行走。偶爾以回廠或試運轉的形式，行駛到加古川以西的上郡。過去曾一度進入赤穗線區間（相生～播州赤穗）。

- 山陽本線的支線和田岬線自2023年3月19日起以207系X1編組取代原本的103系行駛定期班次，以往只在103系檢修時代替行駛。

- 福知山線（JR寶塚線）：尼崎-篠山口區間

- 通常運行區間為尼崎～新三田，清晨深夜班次進入篠山口站。基本上執行經由JR神戶綫、JR東西綫·學研都市綫的快速和普通列車班次。也有直通進入大阪站的班次，直通時行走東海道本綫的列車綫，因此全列車會通過塚本站不停靠。

- JR東西線、片町線（學研都市線）：全綫

- 執行與東海道本線（JR神戶線）及福知山線（JR寶塚線）直通的班次，僅在學研都市綫内也執行普通、快速、區間快速種別班次。

- 關西本線（大和路線）：久保寺~木津區間

- 執行直通大阪東線和大和路線的（新大阪~奈良）快速班次，亦在清晨和深夜時段執行直通學研都市線的直通快速班次（木津~奈良）。執行直接快速班次時將以120km/h的速度運行。2019年3月16日（平成31年）的時間表修訂之前，曾有經由放出站直通JR東西·學研都市線的往返於尼崎站的直通快速列車運行。

- 大阪東綫：全綫

在2016年3月25日時刻表修訂之前，本系電車曾於湖西線的近江今津站~近江舞子站區間運營。

## 構造

### 車體外觀
207系采用通勤型電車的標準配置是車長20m，車側各有4對車門。不過207系使用了當時較先進的回轉幕式兼LED的目的地顯示器，連同期的221系有這項設備。同時考慮會預計行走日本唯一一條「JR地下鐵」- JR東西線，所以在車前設有貫通門，而且也首次採用了近郊型電車的2950mm標準闊度以增加載客量。
受福知山線出軌事故影響，自2005年11月25日開始使用與321系相同的橙藍相間塗色。（但是也有鐵路迷批評相關的塗色影響觀感）
自2002年生產2000番台開始，列車車頭安裝有防墜罩，並且自2006年以來生產的車廂（除1000番台的S18編成外）均已加裝了防墜罩。 自2003年生產2000番台2次車開始，列車均配備緊急列車停止裝置（EB裝置），並且為2003年開始生產但未有裝備的車輛上加裝。

#### 種別顯示器
種別顯示器的文字在顯示「普通」、「團体」、「臨時」、「試運転」（試車）、「回送」（回廠）會使用白色、「區間快速」為綠色、「快速」為橙色、「新快速」為藍色。 但是在以下情況例外：
JR東西線直通會使用粉紅色；學研都市線內運轉會使用青色；JR京都、神戶線（東西線直通列車除外）為藍色；JR寶塚線（東西線直通列車除外）為黄色。

### 車內設備
關西的電車，一向都是有給人和諧的印象。為應付無障礙運輸，車廂內車門上方設有LED行車資料顯示器，並有開門及關門提示聲，且車廂內有放置輪椅的空間。

### 駕駛設備
駕駛席的動力桿有6段（和221系一樣），常用制動有8段，是JR西日本的電車最多的。除了2000番台外，壓力計等各儀表是數位顯示式（中國大陸稱為數碼顯示）運轉台的右面設置了液晶顯示屏（類似TIMS），是同年代罕有的設計。

### 其他
- 現在207系多數以基本編組4輛＋3輛附屬（共7輛）編組行走。
- 207系多數是服務普通及快速班次。但是在節日等有超多乘客時，會作新快速的用途（只是臨時性）。

## 型式
- クハ207

京都、京田邊方向的駕駛車。
- クハ206

加古川、新三田方向的駕駛車。
- モハ207（1500番台除外）

擁有集電弓的動力車。
- モハ206、モハ207-1500

モハ207動力車。
- クモハ207

京都、京田邊方向的車卡擁有集電弓的駕駛車+動力車。
- サハ207

拖車。

## 車種、番台及運用

### 0番台（試作車）
試製車是1991年製造的7輛固定編組（F1編組），由近畿車輛製作3輛、川崎重工製作4輛。
試作編成的特徵如下：
- 唯一一個7輛整體編組。（其他的207系都是3輛／4輛編組）
- TIMS顯示器是黃色單色顯示（類似DOS時代的電腦）

因為7輛固定編組是不能行駛需途中併合的學研都市線（片町線），所以這組車就被安排行駛在京田邊以東的地方。偶爾該編組也會在JR神戶線、JR京都線和321系聯掛一起服務。
該編組已於2022年4月廢車回送至吹田綜合車輛所。

### 0番台（量產車）
為取代片町線（學研都市線）的103系，207系的０番台就在1991年投入服務。量產車就交給了日立製作所製造。由於片町線和JR神戶、JR京都、JR寶塚線有直通運轉的關係，所以這些0番台也會出現在上述的路線。
控制方式為三菱電機製作的電晶體3段式VVVF，大幅減少加減速時的噪音。因為電晶體的電流量低，和一向以台車作控制不同。主電動機的輸出為155kw。除此之外，207系的行車聲和209系電車非常相似。
為免在行車時和電纜接觸不良，所以207系設有兩支的集電弓。
現在共有4輛x22列（88輛）的Z編組在服務。而Z16編成在福知山線事故後被廢車（除役）。

### 1000番台
為在JR東西線通車前更換JR京都線、神戶線的103系，及應付1997年開業的JR東西線列車需求，在1994年投入服務
此番台由電晶體3段式VVVF控制改為採用GTO元件的2段式VVVF。而這個VVVF是由東芝製作的，所以行走音和同年登場的223系0番台一樣。
這控制系統同時在681系上採用。為應付大幅上下坡的JR東西線，主電動機輸出改使用了200kw的機件。（3次車及4次車主電動機輸出為220kw）而且，1000番台的運轉台儀表也作出了一些的調動。空調改用WAU702B型。
當初基本設計為6輛+附屬2輛共8輛編組。現在已改為和0番台一樣型式的4輛×19編組（T編組）及3輛×54編組（S編組）。（S54/55為後藤總合車輛所製造）。S18編組是福知山線事故中列車後面的3輛，現在被警察收押。

### 100＋500＋1500番台
屬改良版（並不是新製車），在1996年誕生。由0番台3輛，1000番台1輛混結組成。為準備JR東西線開業，全部編組統一為4輛+附屬3輛
為令1000番台的組合變成4+3，所以6+2的編組插入了0番台，由於是不同番台強行組合一起，所以出現了一番台內不同行車聲。
車輛編號是モハ＋車卡原編號+500、這些H編組共有4輛×16編組。

### 2000番台
為更換學研都市線及JR京都線、神戶線的103系，於2002年製造出2000番台。
特徵如下：
- 車廂間連結部分加入防墜擋板。
- 2003年度製造的2次車將列車緊急制動裝置列為標準設備。
- 為減低紫外線透入，車窗被塗上綠色。
- 因為司機經常投訴駕駛席受陽光影響，數碼顯示的儀表完全看不清楚，儀表重新使用不合時的指針儀表，同時減低成本。（可是後來新製的321系和223系亦繼續採用指針儀表）
- 機器基本上是以223系2000番台作藍本，主電動機為223系的WMT102B型。VVVF方面採用了三菱、東芝製品。

共有4輛×11編組的T編組，3輛×12編組S編組服務。這是最後一批207系。

## 福知山線事故影響
在2005年4月25日JR福知山線出軌事故後，JR西日本決定將全部207系的車輛塗裝線色，和當時處於研發階段的321系一起改為橙藍相間線塗裝。工程由2005年11月25日開始，到2006年3月完成塗裝更換作業。
當時日本媒體引述一些傳言，謂「鐵路公司方面，考慮到遺族及被害者的感情，不想令他們見到會勾起悲慘回憶的列車配色」。但JR西日本方面，並沒有對列車更換色帶的事，作出任何官方說明。

## 外部連結
- 207系（JR西日本）
- 「207系」電車塗色變更